# Y - L'ultimo uomo (serie televisiva)
Y: L'ultimo uomo (Y: The Last Man) è una serie televisiva statunitense sviluppata da Eliza Clark e distribuita su FX on Hulu dal 13 settembre al 1º novembre 2021. Si tratta di una serie drammatica ambientata in un futuro post apocalittico tratta dall'omonimo fumetto.
La serie ha ricevuto recensioni generalmente positive dalla critica, ma il 17 ottobre 2021 la serie è stata cancellata dopo una sola stagione.
La serie, in Italia è stata pubblicata, dal 22 settembre al 10 novembre 2021 su Disney+, come Star Original.

## Trama
In un mondo post apocalittico un misterioso cataclisma ha decimato tutti i mammiferi con il cromosoma Y, tranne Yorick Brown, un giovane escapista, figlio di un membro del Congresso degli Stati Uniti, e Ampersand, la sua scimmia domestica. I sopravvissuti in questo nuovo mondo lottano per restaurare ciò che è andato perduto e per l'opportunità di costruire qualcosa di migliore. La società mondiale è guidata dalla madre di Yorick, che è la nuova presidentessa degli Stati Uniti, Jennifer Brown.

## Episodi
| nº | Titolo originale        | Titolo italiano        | Pubblicazione USA | Pubblicazione Italia |
| --- | ----------------------- | ---------------------- | ----------------- | -------------------- |
| 1 | The Day Before          | L'ultimo uomo          | 13 settembre 2021 | 22 settembre 2021    |
| La senatrice Jennifer Brown si scontra con il presidente degli Stati Uniti. Nel frattempo, il figlio Yorick si trova a gestire la sua carriera da escapista e la sua relazione con Beth, mentre la figlia Hero, paramedico, ha una relazione con un uomo sposato. |                         |                        |                   |                      |
| 2 | Would the World Be Kind | Il mondo sarà gentile? | 13 settembre 2021 | 22 settembre 2021    |
| La senatrice Jennifer Brown, ora presidente, risponde alla crisi causata dalla scomparsa di metà della popolazione mondiale, dai disordini civili e dall'approvvigionamento di cibo ed energia. Incontra l'agente 355 e la manda a cercare sua figlia a New York. Nel frattempo, Yorick è alla ricerca di Beth, mentre sua sorella Hero è alla ricerca della vedova del suo amante. |                         |                        |                   |                      |
| 3 | Neil                    | Neil                   | 13 settembre 2021 | 22 settembre 2021    |
| Mentre Jennifer e Yorick si riuniscono, l'agente 355 escogita un piano per il futuro: trovare la dottoressa Allison Mann, una genetista, per scoprire perché Yorick è sopravvissuto. Nel frattempo Regina Oliver torna negli Stati Uniti e rivendica la sua posizione di futura presidente.                                                                                         |                         |                        |                   |                      |
| 4 | Karen and Benji         | Karen e Benji          | 20 settembre 2021 | 29 settembre 2021    |
| Sopravvissuti all'incidente in elicottero, Yorick e 355 si mettono alla ricerca della dottoressa Mann. Nel frattempo, Hero e Sam incontrano Nora e Mackenzie. |                         |                        |                   |                      |
| 5 | Mann Hunt               | A caccia della Mann    | 27 settembre 2021 | 6 ottobre 2021       |
| Yorick e 355 sono a Boston, alla ricerca della dottoressa Mann e la trovano. Nel frattempo, Regina torna a Washington, dove Kimberley trama contro Jennifer. |                         |                        |                   |                      |
| 6 | Weird Al Is Dead        | Weird Al è morto       | 4 ottobre 2021    | 13 ottobre 2021      |
| 7 | My Mother Saw a Monkey  | Ritorno a Frogtwon     | 11 ottobre 2021   | 20 ottobre 2021      |
| 8 | Ready. Aim. Fire.       | Pronto. Mira. Spara.   | 18 ottobre 2021   | 27 ottobre 2021      |
| 9 | Peppers                 | Un maledetto sabato    | 25 ottobre 2021   | 3 novembre 2021      |
| 10 | Victoria                | Victoria               | 1º novembre 2021  | 10 novembre 2021     |

## Produzione

### Sviluppo
Nell'ottobre del 2015 FX ha annunciato la produzione della serie adattamento dell'omonimo fumetto di Brian K. Vaughan e Pia Guerra, il cui primo episodio è stato registrato nel 2018. A questi ultimi sono stati affiancati Brad Simpson e Nina Jacobson come produttori esecutivi. Inoltre è entrata nel progetto anche la casa di produzione Color Force.

### Cast
A luglio 2018, è stato annunciato che Diane Lane, Barry Keoghan, Imogen Poots, Lashana Lynch, Juliana Canfield, Marin Ireland, Amber Tamblyn, e Timothy Hutton avrebbero interpretato i personaggi principali della serie. A febbraio 2020 la produzione ha comunicato che Keoghan non avrebbe più interpretato Yorick e, un mese dopo, il ruolo fu assegnato a Ben Schnetzer.

### Riprese
Le riprese principali del primo episodio sono iniziate originariamente nell'agosto 2018.
Nel febbraio 2020 è stato annunciato che le riprese della serie sarebbero cominciate ad aprile a Missisauga, in Canada, ma sono state rimandate ad ottobre a causa della pandemia di COVID-19. Alcune riprese sono avvenute al Pearl River, a New York.
Le riprese sono terminate nel luglio del 2021.

### Cancellazione
Il 17 ottobre 2021, FX on Hulu ha cancellato la serie dopo una stagione. Tuttavia, Clark si è impegnata a trovare un nuovo sbocco o una nuova rete per continuare la serie. Il motivo della cancellazione non è dovuto ai bassi ascolti, ma a ragioni di budget. A causa dei cambiamenti dello showrunner e del cast, nonché delle interruzioni di produzione legate alla pandemia di COVID-19, FX ha dovuto pagare per estendere i contratti degli attori. I contratti sarebbero dovuti scadere il 15 ottobre 2021 e FX ha deciso di non spendere 3 milioni di dollari per prolungarli ulteriormente. Il 14 gennaio 2022, Clark ha rivelato che la serie è stata definitivamente cancellata perché non è riuscita a trovare un nuovo fornitore.

## Distribuzione
I primi tre episodi della serie sono stati pubblicati negli Stati Uniti su Hulu il 13 settembre 2021; mentre in Italia il 22 settembre dello stesso anno. I rimanenti episodi sono stati distribuiti settimanalmente.

## Riconoscimenti
- 2022 – Visual Effects Society[20]
  - Candidatura per il miglior personaggio animato in un episodio o in un progetto in tempo reale a Mike Beaulieu, Michael Dharney, Peter Pi e Aidana Sakhvaliyeva (per la scimmia Ampersand)
- 2022 – Annie Award[21]
  - Candidatura per la miglior animazione dei personaggi in una produzione live-action al Industrial Light & Magic Animation Team
- 2022 – GLAAD Media Awards[22]
  - Candidatura per la miglior nuova serie TV
- 2022 – The ReFrame Stamp[23]
  - Vinto - IMDbPro Top 200 Scripted TV Recipients